# 爱的告白 (歌曲)
《爱的告白》是美國創作歌手泰勒·斯威夫特的一首歌曲。这首歌曲由泰勒絲创作，并由泰勒絲和内森·查普曼共同制作。歌曲于2010年10月5日由大机器唱片正式发行为2010年同名专辑的宣传单曲。歌词关于泰勒絲跟朋友聊天之后，得知前男友将会与其他人结婚，而因此梦见其中一个前男友跟其他女孩结婚，并打算走去中断那一场婚礼。歌曲主要使用原聲吉他弹奏，并以一个破坏前任婚礼并尝试赢他回来的人的角度来叙述故事。
歌曲以其歌词的细节获得了主流乐评的普遍好评。《爱的告白》在加拿大和美国拥有很好的商业成绩，同时空降《告示牌》百强单曲榜和加拿大百強單曲榜第8名。其在《告示牌》百强单曲榜的表现为泰勒絲第六首空降前十名的歌曲，并让她成为有史以来在该榜单拥有最多空降前十名歌曲的艺人。

## 背景
泰勒絲创作专辑中所有的歌曲，包括《爱的告白》。歌曲的创作灵感来自于她的朋友和她的高中男友。这对情侣在高中毕业后分散各地，并相信他们会再次复合。有一天，泰勒絲的朋友告知泰勒絲她的高中男友即将结婚。泰勒絲说道：「他遇见了这个非常可怕的女孩，这个可怕的家伙让他完全停止与他的朋友的社交，与他的家人断交。她让他完全孤立。」她问她的朋友可否向他有「爱的告白」。她的朋友很疑惑并问她为什么要这样做，而她解释道：「你知道的，突袭教堂。『请现在提出，否则就心平气和的接受。』我会跟着你去参加。我将会在那里演奏吉他。这一定很棒。」泰勒絲的朋友认为这很有意思，并对这个点子笑了出来。
在询问她的朋友之后，泰勒絲深深迷恋着这个搞砸她之前爱的人的婚礼的点子。该晚，泰勒絲梦见其中一个前男友跟其他女孩结婚，暗示了她要创作一首关于打斷婚礼的歌。她總結道：「对于我来说，我认为這是正義與邪惡的對決，而那个女孩完全——就是邪惡的那一方。」因为此专辑的概念为每首歌都是对于一个人不同的坦白，而歌曲符合此概念，所以在「爱的告白」之后将此为专辑命名。她说：「它被称为《爱的告白》，但我告诉你的不足以代表专辑的概念和歌曲的整个主题。」歌曲于2010年10月5日作为宣传单曲发行，作为由iTunes Store推出的独家活动专辑《爱的告白》「倒计时」的一部分。在专辑《爱的告白》发行首周，泰勒絲在《大卫·莱特曼晚间秀》演唱《爱的告白》。

## 词曲
《爱的告白》是一首乡村流行歌曲，时长4分02秒。歌曲大部分以流行樂创作，并在其中加入多种乡村元素。歌曲的节奏为中速，拍号为每分钟120拍。其以G大調创作，斯威夫特的音域达两个八度，范围从A3至D5。斯威夫特的声音一开始为寂静的声调，并逐渐的上升，而唱到歌曲名字时使用了一点实唱。歌曲与《与我同在》一样使用了部分鼻音和起伏不平声线的记忆点。它的和弦进程为G–D–Am–C。歌曲的乐器编成主要为吉他，其最后有一段平和的独奏。
关于《爱的告白》的歌词，泰勒絲叙述其关于破坏前任的婚礼并尝试再次赢取他的心。歌词开头一句承认道，虽然脱离了角色，泰勒絲依旧深爱这他的前男友并让他知道他并没有娶错的人。歌曲的正歌中，泰勒絲潜入婚礼并描述了她的观察结果，例如新娘穿着很笨重的婚纱、她累赘的家人和表演《婚礼合唱》的管风琴手。在《爱的告白》的副歌中，泰勒絲恳求她的前男友不要立誓，应该跟她一起走。歌词的桥梁为泰勒絲回应神父的「請現在提出，否則就心平氣和的接受。」，并在之后重复歌词开头一句。最后一段副歌有稍微改动，泰勒絲改叙述称从新郎的角度，他告知泰勒絲当然他们会一起逃走。

## 乐评
歌曲获得了主流乐评的好评。《娱乐週刊》的赛门·沃齊克-萊文森认为《爱的告白》是目前为止泰勒絲最棒的歌曲之一。他还说：「她的歌词具有表现的演说风格，这弥补了专业歌手的缺点」而且它是「熟练地琅琅上口」。他总结道他听到这首歌之后就无法停止播放。About.com的比尔·兰布认为这首歌是「极为出色」，并继续说：「这首歌齐聚了甜美、有趣、讨厌和烦躁。泰勒絲依旧是我们最有天赋的年轻词作者之一。」

## 商業成績
《爱的告白》以217,000份数字化销量空降美国《告示牌》百强单曲榜第8名。随着该周在榜单的表现，《爱的告白》成为泰勒絲第六首空降前十名的歌曲，并因此超越瑪麗亞·凱莉从1995年至1998年的五首，成为有史以来《告示牌》百强单曲榜拥有最多空降前十名歌曲的艺人。在北美，歌曲空降加拿大百強單曲榜第8名。《爱的告白》空降澳大利亚单曲榜第20名。

## 现场演出
歌曲在愛的告白世界巡迴演唱會中演出。表演片段可以在泰勒絲的《火花飞舞》音樂錄影帶中看到。片段中看到新娘穿着「一件像糕点的婚纱」并爬上楼梯走向新郎和牧师，片段中的泰勒絲与朋友在背后注视着他们。其他片段展示了伴娘正在招手，新郎正在鼓掌时，新娘向伴娘甩手以示她们离开，然后新郎与泰勒絲一起逃走。MTV.com的乔斯琳·韦娜认为这场表演是「一个非常戏剧化的时刻」，片段中「泰勒絲饰演破坏一场婚礼的女孩。最后当她唱这首歌时她偷走了新郎，然后这对一起跑向人群中。」

## 曲目列表
- 数位下载[23]

1. 《爱的告白》——4:02

## 榜单成绩
| 排行榜（2010年）                 | 最高 排名 |
| -------------------------------- | --------- |
| 澳大利亚单曲榜                   | 20        |
| 加拿大（Canadian Hot 100）       | 8         |
| 紐西蘭单曲榜                     | 34        |
| 美国（《告示牌》百大單曲榜）     | 8         |
| 美國（《告示牌》热门乡村歌曲榜） | 58        |